# Frijid Pink
Frijid Pink je blues-rocková skupina z Detroitu, založená v roce 1967. Skupina byla nejvíce známá svoji verzí lidové písně „The House of the Rising Sun“ vydané v roce 1969. Původní sestava byla: bubeník Richard Stevers, kytarista Gary Ray Thompson, baskytarista Tom Harris a zpěvák Tom Beaudry.

## Diskografie

### Alba
- Frijid Pink (Parrot 71033) 1970 #11 in U.S.
- Frijid Pink (Deram SML-R 1062); 1970; France, UK
- Defrosted (Parrot 71041) 1970 #149 in U.S.
- Defrosted (Deram SML-R 1077); 1970; France, UK
- Earth Omen (Lion LN-1004) 1972
- All Pink Inside (Fantasy 9464) 1975
- Inner Heat (Dynasty) 2002 (nevydané)

### Kompilace
- The Beginning Vol. 5 (Deram) 1973